# 2,7-Di-tert-butylthiepin
2,7-Di-tert-butylthiepin ist eine heterocyclische chemische Verbindung. Sie besteht aus einem Thiepingrundgerüst, an dessen 2- und 7-Positionen tert-Butylreste substituiert sind.

## Herstellung
2,7-Di-tert-butylthiepin kann durch eine Ringerweiterung aus einem Derivat des 2,6-Di-tert-butylthiopyran gebildet werden. Die eingesetzte Verbindung besitzt eine Abgangsgruppe, wodurch die Ringerweiterung ermöglicht wird. Zu dieser Reaktion werden Essigsäureanhydrid und Natriumacetat verwendet.

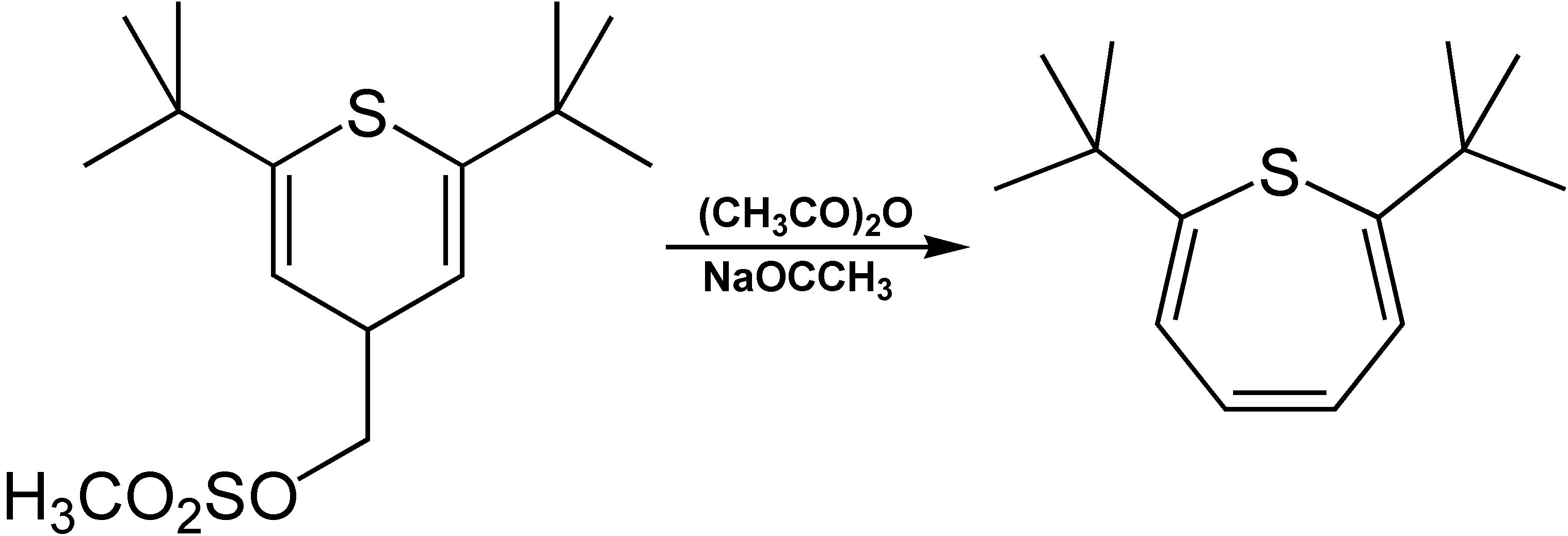
Synthese von 2,7-Di-tert-butylthiepin aus einem Thiopyranderivat mit Mesylat als Abgangsgruppe.

## Eigenschaften
Es handelt sich um einen farblosen Feststoff, der bei 36 °C schmilzt. Die Verbindung liegt in einer Wannenkonformation, bei der vier Kohlenstoffatome eine Ebene bilden, vor. Sie besitzt ein System aus acht π-Elektronen und gehört zu den antiaromatischen Verbindungen. Die meisten Thiepine sind instabile Verbindungen, die sich unter der Abspaltung von Schwefel zu Benzolderivaten zersetzen. 2,7-Di-tert-butylthiepin ist jedoch deutlich stabiler als Thiepin selbst. Dies liegt in der sterischen Hinderung, die durch die ausladenden tert-Butylreste verursacht wird, begründet. In siedendem Toluol besitzt es eine Halbwertszeit von 365 Stunden.

## Reaktionen
2,7-Di-tert-butylthiepin kann durch die Umsetzung mit Triphenylphosphan zur Synthese von 1,2-Di-tert-butylbenzol verwendet werden.
Des Weiteren können Cycloadditionen durchgeführt werden, was auf den antiaromatischen Charakter des Thiepinrings zurückzuführen ist.